# Trans Air Congo
Trans Air Congo ist eine Fluggesellschaft der Republik Kongo mit Sitz in Pointe-Noire und Basis auf dem  Flughafen Pointe-Noire.

## Flugziele
Trans Air Congo fliegt neben nationalen Zielen in Kongo internationale Ziele in Afrika an. Angeflogen werden Gabun, Benin und Kamerun.

## Flotte

### Aktuelle Flotte

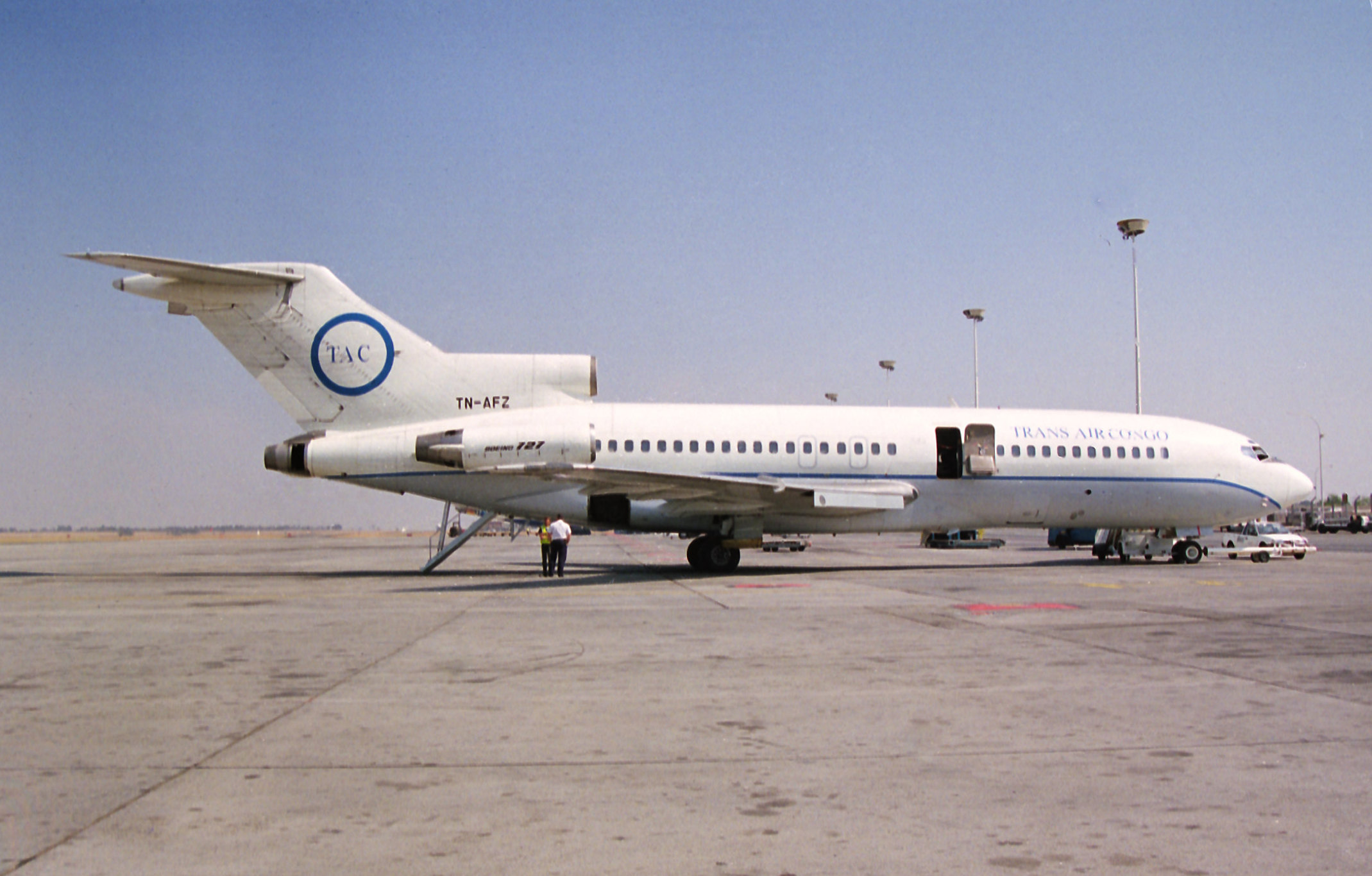
Boeing 727-123 der Trans Air Congo

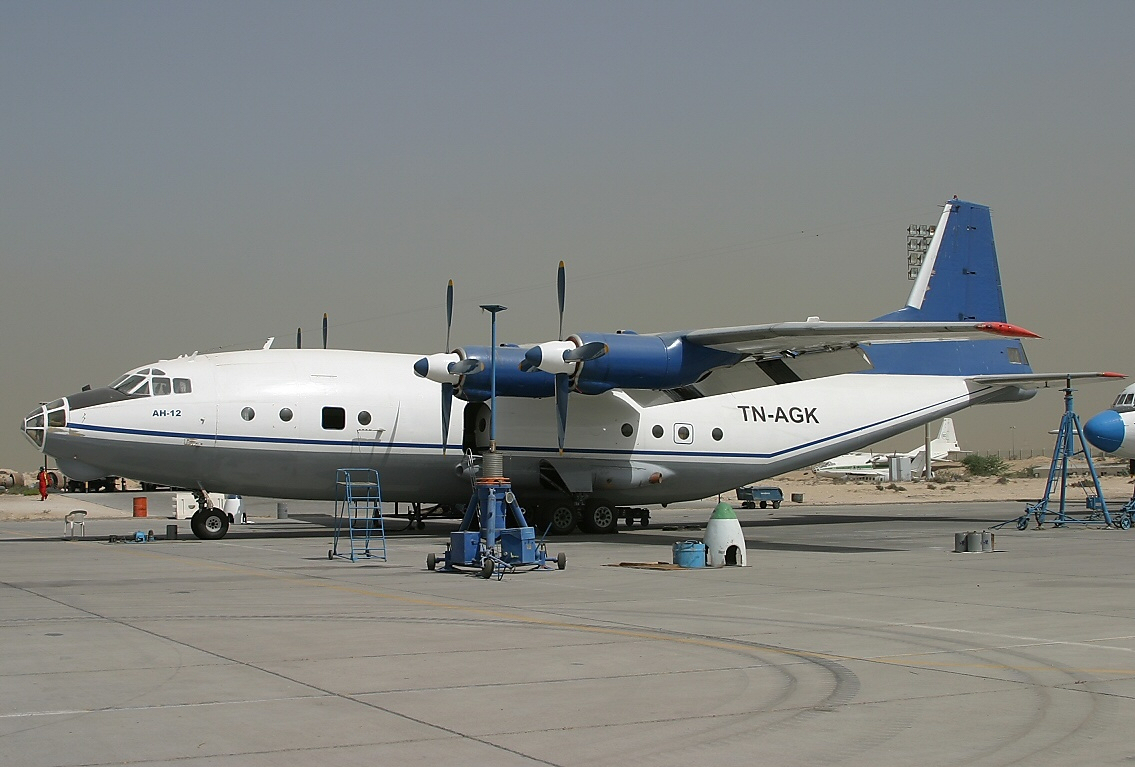
Die im März 2011 verunglückte Antonow An-12 TN-AGK der Trans Air Congo

Mit Stand August 2024 besteht die Flotte der Trans Air Congo aus zwei Flugzeugen mit einem Durchschnittsalter von 33,3 Jahren:
| Flugzeugtyp         | Anzahl | bestellt | Anmerkungen | Durchschnittsalter (August 2024) |
| ------------------- | ------ | -------- | ----------- | -------------------------------- |
| Boeing 737-200 Adv. | 1      |          | inaktiv     | 37,2 Jahre                       |
| Boeing 737-300      | 1      |          |             | 29,4 Jahre                       |
| Gesamt              | 2      | –        |             | 33,3 Jahre                       |

### Ehemalige Flugzeugtypen
Darüber hinaus setzte die Trans Air Congo in der Vergangenheit noch folgende Flugzeugtypen ein:
- Antonow An-8
- Antonow An-12
- Antonow An-24
- Antonow An-26
- Boeing 727
- Boeing 737-500
- Boeing 737-700
- Douglas DC-9
- Fokker F28
- Jakowlew Jak-40
- Jakowlew Jak-42
- Sud Aviation Caravelle

## Zwischenfälle
Von ihrer Gründung 1994 bis März 2021 kam es bei Trans Air Congo zu drei Totalschäden von Flugzeugen. Bei einem davon kamen 23 Menschen ums Leben. Trans Air Congo befindet sich auf der Liste von Fluggesellschaften mit Betriebsverbot in der Europäischen Union (Stand März 2021).
- Am 28. August 2004 transportierte eine Sud Aviation Caravelle 11R der Trans Air Congo (Luftfahrzeugkennzeichen 3D-KIK) Telekommunikationsgeräte vom Flughafen Ndjili in Kinshasa zum Flughafen Goma, durfte dort jedoch nicht landen. Da der Treibstoff knapp wurde, entschied sich der Kapitän, den benachbarten Flughafen Gisenyi in Ruanda anzusteuern. Die Maschine mit acht Personen an Bord wurde bei der Landung auf der nur 1000 Meter langen Landebahn zerstört. Es gab keine Todesfälle. Dies war der letzte Totalschaden einer Caravelle seit ihrem Erstflug im Mai 1955.[5]

- Am 21. März 2011 stürzte eine Antonow An-12BP der Trans Air Congo (TN-AGK) im Landeanflug auf den Flughafen Pointe-Noire ab. Während des Landeanflugs kam das Flugzeug von der Strecke ab, was der Kapitän zu korrigieren versuchte. Bei diesem Versuch kollidierte die Maschine mit mehreren Häusern, stürzte ab und ging in Flammen auf. Alle neun Insassen und 14 weitere Personen am Boden kamen ums Leben.[6]